# ستيوارت مكدونالد
ستيوارت مكدونالد (بالإنجليزية: Stuart McDonald)‏ هو سياسي بريطاني، ولد في 2 مايو 1978 في المملكة المتحدة. حزبياً، نشط في الحزب القومي الاسكتلندي. وقد في الانتخابات العامة في المملكة المتحدة 2015، انتخب عضو برلمان المملكة المتحدة الـ56 عن دائرة كومبيرنولد، كيلسيث وكيركينتيلوك الشرقية وقد انضم خلال فترته النيابية ‏ (8 مايو 2015 – 3 مايو 2017)  للكتلة البرلمانية الحزب القومي الاسكتلندي وفي الانتخابات التشريعية البريطانية 2017، انتخب عضو برلمان المملكة المتحدة الـ57 عن دائرة كومبيرنولد، كيلسيث وكيركينتيلوك الشرقية وقد انضم خلال فترته النيابية ‏ (8 يونيو 2017 – )  للكتلة البرلمانية الحزب القومي الاسكتلندي.